# Teòfanes Cerameu
Teòfanes Cerameu（Θεοφάνης Κεραμεύς) va ser arquebisbe de Tauromenium a Sicília en temps de Roger II de Sicília (1129-1152), que era la ciutat on havia nascut.
Va escriure en grec moltes homilies que són considerades per damunt del nivell de l'època. Nicèfor I de Constantinoble l'anomena Gregori Cerameu, i altres autors Jordi Cerameu. Fabricius l'inclou a la Bibliotheca Graeca.